# Happiness (pel·lícula de 1924)
Happiness és una pel·lícula muda de comèdia estatunidenca del 1924 dirigida per King Vidor i protagonitzada per l'actriu teatral Laurette Taylor en una de les seves rares aparicions al cinema. La pel·lícula està basada en l'obra homònima de Broadway de 1914 escrita pel marit de Taylor J. Hartley Manners.

## Trama
Tal com es descriu a la crítica d'una revista de cinema, Jenny Wray, l'únic suport de la seva mare, aconsegueix feina a la botiga d'una modista. És cridada per lliurar diversos vestits a la Sra. Crystal Pole. Mrs. Pole, que està avorrida de la vida, s'interessa per la filosofia de la felicitat de Jenny i l'indueix a fer la seva llar a la mansió Pole. No obstant això, Jenny aviat es cansa i torna a Brooklyn. Continua cultivant l'amistat de la Sra. Pole, que l'ajuda en els seus esforços per tenir la seva pròpia botiga de modista. Fermoy MacDonough, un electricista, s'enamora de Jenny i es casen. En uns quants anys Jenny té una botiga pròpia i continua difonent la felicitat.

## Repartiment
- Laurette Taylor - Jenny Wray
- Pat O'Malley - Fermoy MacDonough
- Hedda Hopper - Mrs. Chrystal Pole
- Cyril Chadwick - Philip Chandos
- Edith Yorke - Mrs. Wreay
- Patterson Dial - Sallie Perkins
- Joan Standing - Jenny
- Lawrence Grant - Mr. Rosselstein
- Charlotte Mineau - Head Saleslady
- Maxine Elliott Hicks (sense acreditar)
- Dorothy Seay as Little Girl (sense acreditar)

## Producció
Happiness va marcar la segona i última col·laboració cinematogràfica entre Vidor i la coneguda actriu escènica Laurette Taylor. Basada en l'obra d'un acte del mateix nom del marit de Taylor, J. Hartley Manners, l'adaptació cinematogràfica va ser un èxit de taquilla, en part a causa de l'interès personal de Vidor pel tema i la interpretació moderada de Taylor.
Taylor faria una pel·lícula més amb els estudis Metro-Goldwyn-Mayer el 1924, One Night in Rome, dirigida per Clarence Badger.

## Tema
El vehicle de Manners per a Laurette Taylor és en gran part un facsímil de la seva obra de 1912 Peg o' My Heart, amb l'escenari traslladat de les illes britàniques rurals a la ciutat urbana de Nova York.
La versió cinematogràfica introdueix una nova faceta a l'escenari "cruixent" de Manners. La identificació de Vidor amb el moviment populista i els seus ideals pro-agraris i pro-nativisme s'amplia a Hapiness per incloure un espectre més ampli de la classe obrera, inclosos els immigrants pobres i urbans. L'emprenedora Jenny (Taylor) lluita en aquest entorn de classe baixa de Brooklyn per aconseguir, finalment, la seguretat social i financera. Vidor fa explícita la seva filosofia política quan l'ara exitosa Jenny es troba amb el seu primer alter ego, una noia pobra però ambiciosa (també anomenada Jenny) als carrers de Brooklyn, amb l'intertítol "I la cadena interminable de Jennys continua en totes les grans ciutats..."

## Conservació
Es conserven impressions de Happiness a George Eastman House i Gosfilmofond (arxius de l'estat rus) Moscou.